# バンクジャック
『バンクジャック』（原題：$（Dollars）、あるいはThe Heist）は1971年のアメリカ合衆国の映画。リチャード・ブルックスが脚本、監督を務め、ウォーレン・ベイティとゴールディ・ホーンが主演した。
映画の一部は西ドイツ（当時）のハンブルクで撮影されており、ハンブルク美術館などの支援を受けている。音楽はクインシー・ジョーンズによって作曲およびプロデュースされた。

## キャスト
| 役名                 | 俳優                       | 日本語吹替                          |
| 役名                 | 俳優                       | フジテレビ版                        |
| -------------------- | -------------------------- | ----------------------------------- |
| ジョー・コリンズ     | ウォーレン・ベイティ       | 堀勝之祐                            |
| ドーン・ディバイン   | ゴールディ・ホーン         | 向井真理子                          |
| ケッセル支店長       | ゲルト・フレーベ           | 島宇志夫                            |
| 軍曹                 | スコット・ブレイディ       | 大宮悌二                            |
| キャンディマン       | アーサー・ブラウス         | 千葉耕市                            |
| 米軍中佐             | ロバート・スタイルズ       | 村瀬正彦                            |
| カール               | ハンス・フッター           | 村越伊知郎                          |
| ノース弁護士         | ロバート・ウェッバー       | 緑川稔                              |
| ボディーガード       | ボブ・ヘロン               | 里見たかし                          |
| グラニッチ           | ウォルフガング・キーリング | 木原正二郎                          |
| ベルタ               | モニカ・ステンダー         | 渡辺典子                            |
| 不明 その他          |                            | 峰恵研 村松康雄 石森達幸 仲木隆司   |
| 日本語版製作スタッフ |                            |                                     |
| 演出                 | 演出                       | 春日正伸                            |
| 翻訳                 | 翻訳                       | 木原たけし                          |
| 効果                 | 効果                       | 安藤茂樹/平富士夫                   |
| 調整                 | 調整                       | 山田太平                            |
| 制作                 | 制作                       | 東北新社                            |
| 解説                 | 解説                       | 高島忠夫                            |
| 初回放送             | 初回放送                   | 1976年4月9日 『ゴールデン洋画劇場』 |

## スタッフ
- 監督・脚本：リチャード・ブルックス
- 製作：M・J・フランコヴィッチ
- 撮影：ペトラス・シュロンプ
- 編集：ジョージ・グレンヴィル
- 音楽：クインシー・ジョーンズ